# 1856 في فرنسا
فيما يلي قوائم الأحداث التي وقعت خلال عام 1856 في فرنسا.

## ظهور
- 1 يناير – مدام بوفاري كتاب من تأليف غوستاف فلوبير.

## مواليد

### يناير
- 24 يناير – آلبرتو بالاسيو

### أبريل
- 6 أبريل – موريس بول ساراي عسكري فرنسي.
- 9 أبريل – أوجين بوفير عالم حشرات فرنسي.
- 24 أبريل – فيليب بيتان

### مايو
- 22 مايو – فرانسوا غونسيا عالم فلك فرنسي.

### يوليو
- 24 يوليو – شارل إميل بيكار رياضياتي فرنسي.

### أغسطس
- 21 أغسطس – غاستون ميشيل ممثل فرنسي.

### سبتمبر
- 1 سبتمبر – لويس دوبويس

### أكتوبر
- 15 أكتوبر – روبرت نيفيل عسكري فرنسي.

## وفيات

### يناير
- 6 يناير – ديفيد د. أنجرز (مواليد 1788)

### مايو
- 3 مايو – أدولف آدم (مواليد 1803)
- 12 مايو – جاك فيليب ماري بينيه (مواليد 1786) رياضياتي فرنسي.

### يوليو
- 12 يوليو – نيكيز أوغست ديفو (مواليد 1784) عالم نبات فرنسي.
- 29 يوليو – ميشال فيليكس دونال (مواليد 1789) عالم نبات فرنسي.

### أكتوبر
- 4 أكتوبر – ألفريد فيكتور فيلاديفي دو بونت (مواليد 1798)

### نوفمبر
- 4 نوفمبر – بول ديلاروش (مواليد 1797) رسام فرنسي.

### ديسمبر
- 25 ديسمبر – إليزابيث أميرة سافوي (مواليد 1800)